# Beneath the Remains
Beneath the Remains è il terzo album in studio del gruppo musicale brasiliano Sepultura, pubblicato il 7 aprile 1989 dalla Roadrunner Records.

## Descrizione
Il disco venne registrato tra il 15 ed il 28 dicembre 1988 ai Nas Nuvens Studio di Rio de Janeiro, Brasile. Le tematiche riguardanti il satanismo, già particolarmente "levigate" nel precedente Schizophrenia, vengono totalmente abbandonate con questo album, in favore di canzoni riguardanti maggiormente la guerra e le questioni sociali.
La copertina originale doveva essere la copertina di Cause of Death degli Obituary, ma in seguito i Sepultura l'hanno offerta alla band floridiana.

## Tracce
1. Beneath the Remains – 5:11
2. Inner Self – 5:07
3. Stronger than Hate – 5:50
4. Mass Hypnosis – 4:22
5. Sarcastic Existence – 4:43
6. Slaves of Pain – 4:00
7. Lobotomy – 4:55
8. Hungry – 4:28
9. Primitive Future – 3:08

### Bonus tracks
1. A hora e a vez do cabelo nascer – 2:23 – cover degli Os Mutantes
2. Inner Self (Drum Tracks) – 5:11
3. Mass Hypnosis (Drum Tracks) – 4:22

## Formazione
- Max Cavalera - voce, chitarra
- Andreas Kisser - chitarra
- Paulo Jr. - basso
- Igor Cavalera - batteria